# Women's Regional Handball League 2009-10
Women's Regional Handball League 2009-10 var den anden sæson af Women's Regional Handball League med deltagelse af klubhold fra Østrig, Slovenien, Kroatien, Bosnien-Hercegovina, Serbien, Montenegro og Makedonien.
Ligaen havde deltagelse af otte hold, som mødte hinanden i en dobbeltturnering ude og hjemme. Undervejs i sæsonen trak to af holdene sig imidlertid, så sæsonen sluttede med kun seks deltagende hold. De fire bedst placerede hold gik videre til slutspillet, der blev afviklet i final 4-format i Podgorica. Turneringen blev vundet af Budućnost T-Mobile fra Montenegro, som i finalen besejrede Hypo Niederösterreich med 30-29.

## Resultater

### Grundspil
| Plac. | Klub                     | Kampe                   | Vund.                   | Uafgj.                  | Tabte                   | + Mål −                 | Point                   |
| ----- | ------------------------ | ----------------------- | ----------------------- | ----------------------- | ----------------------- | ----------------------- | ----------------------- |
| 1.    | RK Podravka Vegeta       | 10                      | 8                       | 1                       | 1                       | 336-298                 | 17                      |
| 2.    | Budućnost T-Mobile       | 10                      | 7                       | 1                       | 2                       | 321-265                 | 15                      |
| 3.    | Krim Mercator            | 10                      | 6                       | 0                       | 4                       | 344-318                 | 12                      |
| 4.    | Hypo Niederösterreich    | 10                      | 6                       | 0                       | 4                       | 314-261                 | 12                      |
| 5.    | Lokomotiva Zagreb        | 10                      | 1                       | 0                       | 9                       | 271-307                 | 2                       |
| 6.    | Biseri Pljevlja          | 10                      | 1                       | 0                       | 9                       | 244-381                 | 2                       |
| -     | RK Zaječar               | Trak sig midt i sæsonen | Trak sig midt i sæsonen | Trak sig midt i sæsonen | Trak sig midt i sæsonen | Trak sig midt i sæsonen | Trak sig midt i sæsonen |
| -     | Ljubuški Lido osiguranje | Trak sig midt i sæsonen | Trak sig midt i sæsonen | Trak sig midt i sæsonen | Trak sig midt i sæsonen | Trak sig midt i sæsonen | Trak sig midt i sæsonen |

### Slutspil
Slutspillet med de fire bedste hold blev spillet i Podgorica.
| Dato        | Hold                                       | Res.        | Pause       |
| Semifinaler | Semifinaler                                | Semifinaler | Semifinaler |
| ----------- | ------------------------------------------ | ----------- | ----------- |
| 5.6.        | Buducnost T-Mobile - Krim Mercator         | 32–28       | 14-12       |
| 5.6.        | Hypo Niederösterreich - RK Podravka Vegeta | 36–26       | 14-12       |
| Bronzekamp  |                                            |             |             |
| 6.6.        | RK Podravka Vegeta - Krim Mercator         | 36–32       | 18-15       |
| Finale      |                                            |             |             |
| 6.6.        | Buducnost T-Mobile - Hypo Niederösterreich | 30–29       | 19-15       |